# 高槻シティハーフマラソン
高槻シティハーフマラソンは、大阪府高槻市で毎年1月に開催されているハーフマラソンである。第20回（2012年）までは高槻シティ国際ハーフマラソンの名称だった。

## 歴史
大阪府高槻市にて、1992年に「高槻市制50周年記念事業プレイベント」として市内民間団体により企画・実施され、翌年に「高槻市制50周年記念イベント」として開催された。以後、高槻市の市民マラソンとして定着している。市民からなる多数の団体が実行委員会を形成し運営しているのが特徴である。

## 概要

### 日程
毎年1月の最終日曜日に開催される「大阪国際女子マラソン」の前週の日曜日に設定されている。

### 種目
ハーフマラソンの他、10km、5km、エンジョイ2.7km（小学生）、ファミリー2.7km（6歳以上3年生以下と18歳以上のペア）がある。

## コース
第1回（1992年）のみ高槻市役所を発着点とし、市北部を走るコースであった。第2回（1993年）からは高槻市総合スポーツセンター（芝生町4丁目）をスタートし、大塚3丁目から淀川沿いを北上し、道鵜町で折返し高槻市立総合スポーツセンターにゴールするコースであったが、第23回（2015年）にゴール位置が芝生町2丁目第三中学校南側に変更された。

## 協賛・支援について
地元企業・店舗を中心に多数の企業、団体が協賛・支援を行っている。人的支援については、多数の市内団体、スポーツ団体のほか地元自治会、各学校、公的機関の協力を得て安全な運営に努めている。また大会1週間前からの準備作業には市民公募ボランティアも多数参加している。

## ゲスト
これまでのゲストランナーは、増田明美、有森裕子、野口みずき、谷川真理、千葉真子、エリック・ワイナイナなど。

## 歴代優勝者
| 回     | 開催日        | 男子ハーフ | 男子ハーフ    | 女子ハーフ | 女子ハーフ    | ゲストランナー/ゲスト |
| 回     | 開催日        | 氏名       | 優勝タイム    | 氏名       | 優勝タイム    | ゲストランナー/ゲスト |
| ------ | ------------- | ---------- | ------------- | ---------- | ------------- | --------------------- |
| 第13回 | 2005年1月23日 | 谷内大樹   | 1時間09分30秒 | 山島由香   | 1時間23分02秒 | 野口みずき            |
| 第14回 | 2006年1月22日 | 岩熊勇治   | 1時間09分14秒 | 内藤浩美   | 1時間32分23秒 | 谷川真理              |
| 第15回 | 2007年1月21日 | 西田学     | 1時間09分15秒 | 坂東慶子   | 1時間25分34秒 |                       |
| 第16回 | 2008年1月20日 | 瑞徳祥太   | 1時間09分17秒 | 萩平理絵   | 1時間25分30秒 |                       |
| 第17回 | 2009年1月18日 | 佐嘉田和外 | 1時間08分18秒 | 矢野由佳   | 1時間22分53秒 |                       |
| 第18回 | 2010年1月24日 | 平池宏至   | 1時間08分39秒 | 矢野由佳   | 1時間20分41秒 |                       |
| 第19回 | 2011年1月23日 | 平池宏至   | 1時間09分43秒 | 山中真琴   | 1時間23分14秒 |                       |
| 第20回 | 2012年1月22日 | 向井孝明   | 1時間08分37秒 | 荒木佑梨子 | 1時間22分00秒 |                       |
| 第21回 | 2013年1月20日 | 平池宏至   | 1時間08分58秒 | 荒木佑梨子 | 1時間21分42秒 | エリック・ワイナイナ  |
| 第22回 | 2014年1月19日 | 伊原径     | 1時間09分01秒 | 吉村友香   | 1時間26分26秒 | エリック・ワイナイナ  |
| 第23回 | 2015年1月18日 | 溝渕大輔   | 1時間09分13秒 | 岸本由佳   | 1時間20分42秒 | 山口衛里              |
| 第24回 | 2016年1月24日 | 三輪真之   | 1時間09分48秒 | 大坂菜摘   | 1時間23分41秒 | シャンプーハット      |